# Calimaya
Calimaya (mot d'origine nahuatl) est l'une de 125 municipalités de l'État de Mexico au Mexique. Calimaya confine au nord à Toluca, à l'ouest à Mexicaltzingo, au sud à Tenango del Valle et à l'est à Zinacantepec. Son chef-lieu est Calimaya qui compte 27 663 habitants.

Municipalité du Calimaya.